# 朗根埃格
朗根埃格是奥地利福拉尔贝格州布雷根茨县的一个市镇。总面积10.47平方公里，总人口1060人，人口密度101.2人/平方公里（2005年）。